# Campeonato Mundial de Natação em Piscina Curta de 2016 - 200 m costas masculino
A prova dos 200 metros nado costas masculino do Campeonato Mundial de Natação em Piscina Curta de 2016 foi disputado no da 11 de dezembro no Centro WFCU em Windsor, Canadá.

## Recordes
Antes desta competição, os recordes mundiais e do campeonato nesta prova eram os seguintes:
|                       | Nome         | Nacionalidade  | Tempo   | Local  | Data                   |
| --------------------- | ------------ | -------------- | ------- | ------ | ---------------------- |
| Recorde mundial       | Mitch Larkin | Austrália      | 1:45.63 | Sydney | 27 de novembro de 2015 |
| Recorde do campeonato | Ryan Lochte  | Estados Unidos | 1:46.68 | Dubai  | 19 de dezembro de 2010 |

## Medalhistas
| Ouro                   | Prata              | Bronze              |
| Radosław Kawęcki (POL) | Jacob Pebley (USA) | Masaki Kaneko (JPN) |

## Resultados

### Eliminatórias
As eliminatórias ocorreram dia 11 de dezembro com um total de 59 nadadores.  
| Colocação | Bateria | Raia | Nome                      | Nacionalidade      | Tempo     | Notas |
| --------- | ------- | ---- | ------------------------- | ------------------ | --------- | ----- |
| 1.        | 4       | 4    | Masaki Kaneko             | Japão              | 1:50,30   | Q     |
| 2.        | 5       | 4    | Radosław Kawęcki          | Polónia            | 1:51,00   | Q     |
| 3.        | 4       | 6    | Jacob Pebley              | Estados Unidos     | 1:51,17   | Q     |
| 4.        | 4       | 5    | Xu Jiayu                  | China              | 1:51,35   | Q     |
| 5.        | 5       | 5    | Danas Rapšys              | Lituânia           | 1:51,38   | Q     |
| 6.        | 6       | 2    | Hayate Matsubara          | Japão              | 1:51,51   | Q     |
| 7.        | 6       | 4    | Mitch Larkin              | Austrália          | 1:51,87   | Q     |
| 8.        | 5       | 6    | Robert Glință             | Roménia            | 1:51,92   | Q     |
| 9.        | 6       | 7    | Péter Bernek              | Hungria            | 1:52,05   |       |
| 10.       | 6       | 9    | Grigorij Tarasewicz       | Rússia             | 1:52,46   |       |
| 11.       | 6       | 3    | Leonardo de Deus          | Brasil             | 1:52,59   |       |
| 12.       | 4       | 7    | Michael Taylor            | Estados Unidos     | 1:52,62   |       |
| 13.       | 5       | 7    | Mikita Cmych              | Bielorrússia       | 1:52,89   |       |
| 14.       | 4       | 3    | Ádám Telegdy              | Hungria            | 1:52,92   |       |
| 15.       | 6       | 5    | Andriej Szabasow          | Rússia             | 1:52,93   |       |
| 16.       | 3       | 9    | Anton Loncar              | Croácia            | 1:53,35   |       |
| 17.       | 4       | 0    | Apostolos Christou        | Grécia             | 1:54,15   |       |
| 18.       | 3       | 2    | Max Litchfield            | Reino Unido        | 1:54,29   |       |
| 19.       | 4       | 2    | Tomáš Franta              | Chéquia            | 1:54,97   |       |
| 20.       | 5       | 2    | Oleg Garasymowicz         | França             | 1:55,25   |       |
| 21.       | 5       | 0    | Gabriel Lopes             | Portugal           | 1:55,63   |       |
| 22.       | 3       | 7    | Uvis Kalniņš              | Letônia            | 1:56,07   |       |
| 23.       | 5       | 8    | Ricky Ellis               | África do Sul      | 1:56,32   |       |
| 24.       | 5       | 3    | David Gamburg             | Israel             | 1:56,64   |       |
| 25.       | 4       | 8    | Markus Thormeyer          | Canadá             | 1:57,11   |       |
| 26.       | 3       | 5    | Trần Duy Khôi             | Vietname           | 1:57,35   |       |
| 27.       | 3       | 8    | Charles Hockin Brusquetti | { Paraguai         | 1:57,45   |       |
| 28.       | 6       | 8    | Axel Pettersson           | Suécia             | 1:57,72   |       |
| 29.       | 2       | 5    | Iskender Baslakov         | Turquia            | 1:57,77   |       |
| 30.       | 1       | 8    | Jérémy Desplanches        | Suíça              | 1:57,96   |       |
| 31.       | 3       | 4    | Matias Lopez              | Paraguai           | 1:58,06   |       |
| 32.       | 3       | 0    | Yeziel Morales Miranda    | Porto Rico         | 1:58,17   |       |
| 33.       | 2       | 3    | Boris Kirillov            | Azerbaijão         | 1:58,50   |       |
| 34.       | 3       | 6    | João Vital                | Portugal           | 1:58,53   |       |
| 35.       | 5       | 1    | Mattias Carlsson          | Suécia             | 1:59,28   |       |
| 36.       | 6       | 0    | Gaston Hernandez          | Argentina          | 1:59,37   |       |
| 37.       | 2       | 6    | Keanan Dols               | Jamaica            | 1:59,43   |       |
| 38.       | 5       | 9    | Joan Pons Ramon           | Espanha            | 1:59,44   |       |
| 39.       | 6       | 1    | Jarryd Baxter             | África do Sul      | 1:59,82   |       |
| 40.       | 4       | 9    | Kristinn Þórarinsson      | Islândia           | 2:02,14   |       |
| 41.       | 2       | 4    | Gorazd Chepishevski       | Macedônia do Norte | 2:02,35   |       |
| 42.       | 1       | 0    | Fran Krznaric             | Croácia            | 2:02,58   |       |
| 43.       | 2       | 8    | Adil Assouab              | Marrocos           | 2:02,79   |       |
| 44.       | 2       | 1    | Jarod Arroyo              | Porto Rico         | 2:02,96   |       |
| 45.       | 2       | 2    | Steven Maina              | Quênia             | 2:05,60   |       |
| 46.       | 2       | 0    | Eisner Barberena Espinoza | Nicarágua          | 2:06,75   |       |
| 47.       | 2       | 9    | Mathieu Marquet           | Ilhas Maurícias    | 2:08,72   |       |
| 48.       | 1       | 4    | Kennet Libohova           | Albânia            | 2:13,44   |       |
| 49.       | 1       | 5    | Heriniavo Rasolonjatovo   | Madagáscar         | 2:14,02   |       |
| 50.       | 1       | 6    | Carlos Vasquez            | Honduras           | 2:17,66   |       |
| 51.       | 1       | 3    | Gabriel Siwady            | Honduras           | 2:19,31   |       |
| 52.       | 1       | 1    | Elijah Cruz               | Gibraltar          | 2:20,31   |       |
| 53.       | 1       | 7    | Daryl Appleton            | Antígua e Barbuda  | 2:22,29   |       |
| 54.       | 1       | 2    | Naveed Hussian            | Paquistão          | 2:25,42   |       |
| 55. !     | 2       | 7    | Driss Lahrichi            | Marrocos           | 9:99,99 ! | DNS   |
| 55. !     | 3       | 1    | Francis Fong              | Singapura          | 9:99,99 ! | DNS   |
| 55. !     | 3       | 3    | Daniil Bukin              | Uzbequistão        | 9:99,99 ! | DNS   |
| 55. !     | 4       | 1    | Javier Acevedo            | Canadá             | 9:99,99 ! | DNS   |
| 55. !     | 6       | 6    | Bobby Hurley              | Austrália          | 9:99,99 ! | DNS   |

### Final
A final teve sua disputa realizada em 11 de dezembro. 
| Colocação         | Raia | Nome             | Nacionalidade  | Tempo   | Notas |
| ----------------- | ---- | ---------------- | -------------- | ------- | ----- |
| Medalha de ouro   | 5    | Radosław Kawęcki | Polónia        | 1:47,63 |       |
| Medalha de prata  | 3    | Jacob Pebley     | Estados Unidos | 1:48,98 |       |
| Medalha de bronze | 4    | Masaki Kaneko    | Japão          | 1:49,18 |       |
| 4.                | 1    | Mitch Larkin     | Austrália      | 1:49,25 |       |
| 5.                | 2    | Danas Rapšys     | Lituânia       | 1:50,87 |       |
| 6.                | 6    | Xu Jiayu         | China          | 1:51,37 |       |
| 7.                | 7    | Hayate Matsubara | Japão          | 1:52,16 |       |
| 8.                | 8    | Robert Glință    | Roménia        | 1:52,57 |       |

Legenda
| Recorde mundial       | Recorde mundial (World record)               |                       | Recorde africano                      | Recorde africano (African) |                                           | Q | Classificado por posição (Qualified) |
| Recorde do campeonato | Recorde do campeonato (Championship record)  | Recorde da América    | Recorde da América (Americas)         | q                          | Classificado por melhor tempo (Qualified) |   |                                      |
| Melhor marca do ano   | Melhor marca do ano (World leading)          | Recorde asiático      | Recorde asiático (Asian)              | DNS                        | Não largou (Did not start)                |   |                                      |
| Recorde nacional      | Recorde nacional (National record)           | Recorde europeu       | Recorde europeu (European)            | DNF                        | Não terminou (Did not finish)             |   |                                      |
| Recorde pessoal       | Recorde pessoal do atleta (Personal best)    | Recorde da Oceania    | Recorde da Oceania (Oceania)          | DSQ / DQ                   | Desclassificado (Disqualified)            |   |                                      |
| Recorde da temporada  | Recorde da temporada do atleta (Season best) | Recorde sul-americano | Recorde sul-americano (South America) | NM                         | Sem marca (No mark)                       |   |                                      |